# Saltholmen

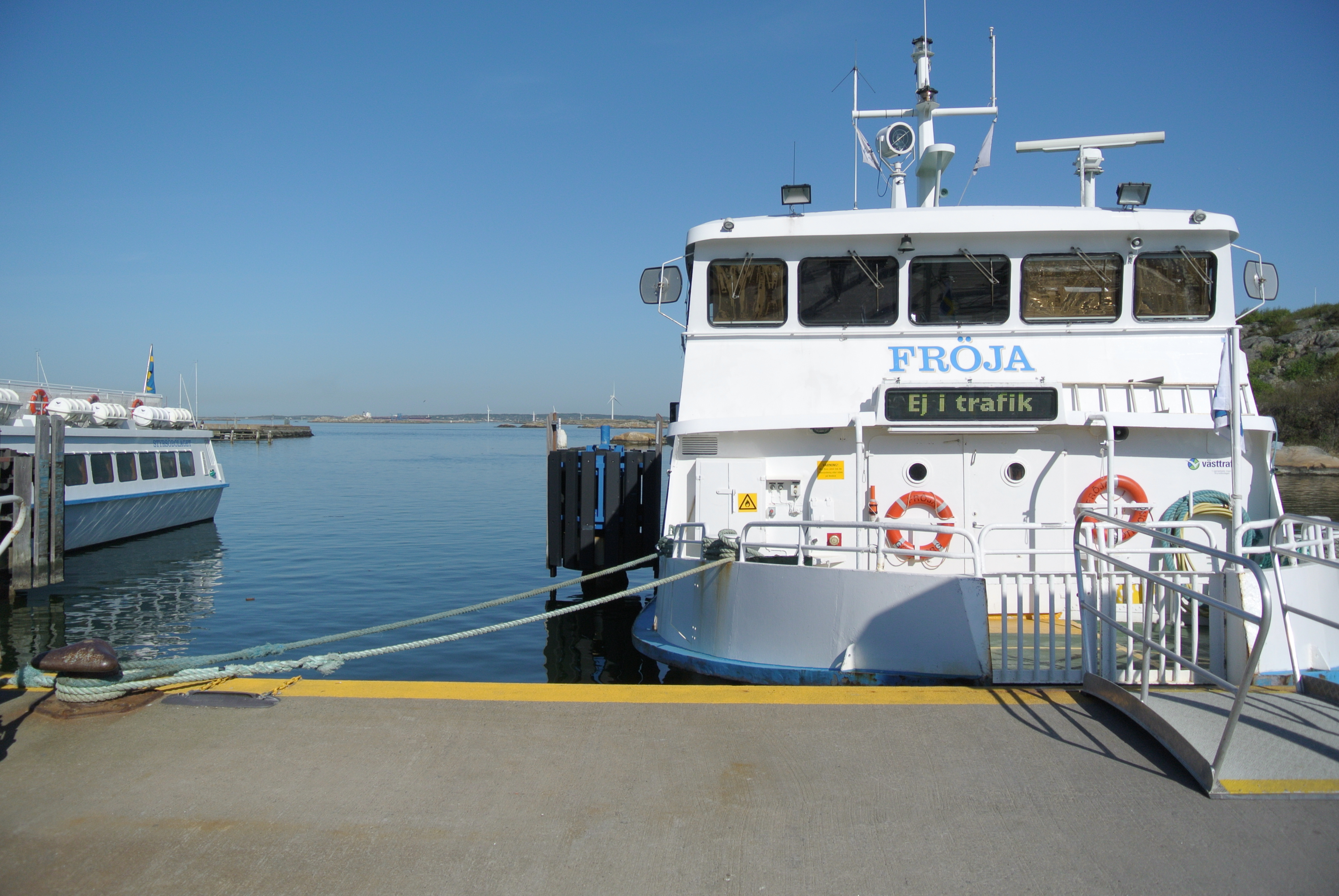
Fähre in Saltholmen

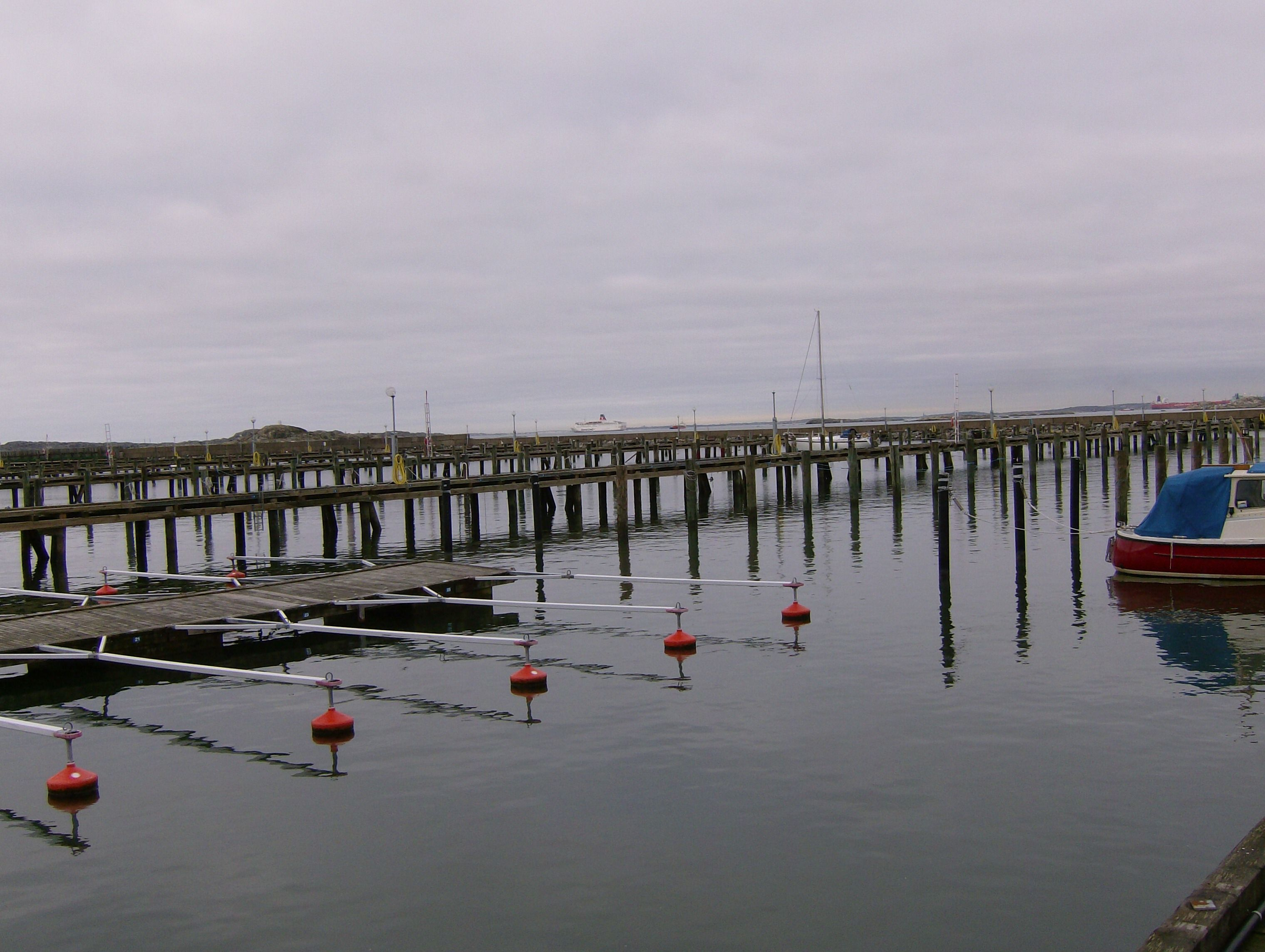
Blick über die Marina von Saltholmen Richtung der Mündung des Göta älv

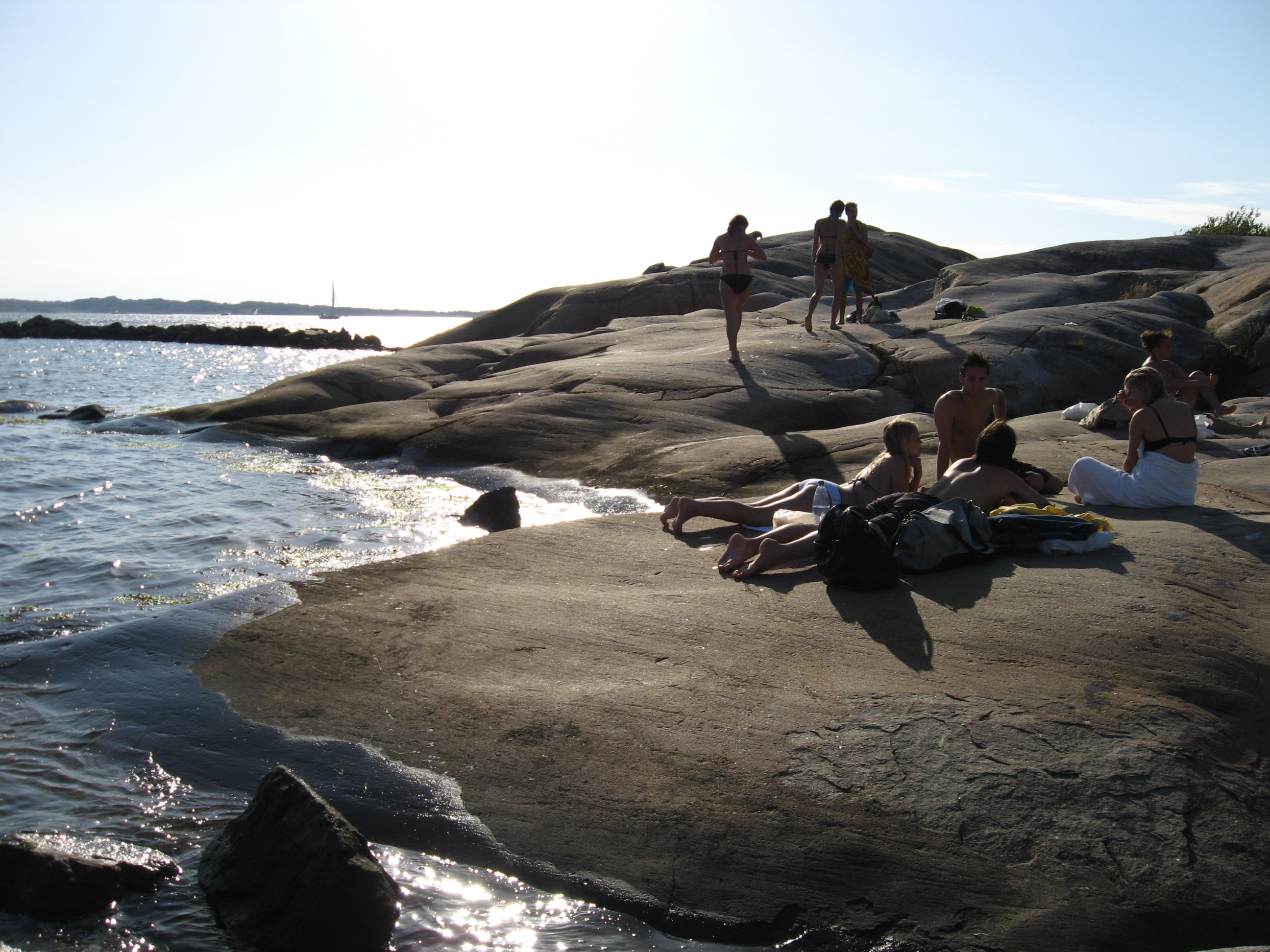
Felsiger Badestrand am Saltholmen

Saltholmen war ursprünglich eine Insel an der Südküste des Älvsborg Fjords in Schweden. Sie wurde im Zuge der Anbindung an die Göteborger Straßenbahn 1972 zur Halbinsel ausgebaut. Saltholmen ist Endhaltestelle der Göteborger Straßenbahnlinie 11 und 9 (im Sommer) und Passagierhafen zum südlichen Göteborger Schärengarten. Die 13 Schären des Göteborg Archipelago (unter anderem Asperö, Brännö, Donsö, Köpstadsö, Styrsö, Vargö sowie Vrångö) sind autofrei und lassen sich nur von Saltholmen mit den regelmäßig verkehrenden Fährschiffen der Verkehrsgesellschaft Västtrafik erreichen.
In Saltholmen befindet sich weiterhin ein Yachthafen mit etwa 1000 Liegeplätzen sowie eine kleine Werft. Der Ort ist im Sommer ein beliebtes Reiseziel von Einheimischen und Touristen. Der felsige Strand ist im Sommer ein beliebter Badeplatz. Das Varmbadhuset war ein 1908 eröffnetes Hallenbad, das allerdings 1982 endgültig geschlossen wurde und fortan noch eine Zeitlang als Eventlokal diente. Auf der Südseite der Halbinsel befindet sich das noch bestehende Kallbadhuset (Kaltbadehaus, Seebad), das von einem Verein betrieben wird. Das Bad hat, wie viele alte schwedische Seebäder, geschlechtergetrennte Bereiche und ist textilfrei. 